# Grabs
Grabs is een gemeente en plaats in het Zwitserse kanton Sankt Gallen, en maakt deel uit van het district Werdenberg (district).
Grabs telt 6381 inwoners.

## Geboren
- Carl Hilty (1833-1909), advocaat, historicus, filosoof, ethicus, hoogleraar, rector en politicus
- Pipilotti Rist (1962), videokunstenares
- Reto Hug (1975), triatleet
- Martin Stocklasa (1979), voetballer
- Michael Stocklasa (1980), voetballer
- Simon Ammann (1981), schansspringer
- Peter Jehle (1982), voetballer
- Mathias Eggenberger (1991), golfer